# 1700 Zvezdara
1700 Zvezdara eller 1940 QC är en asteroid i huvudbältet, som upptäcktes 27 augusti 1940 av den serbiske astronomen Petar Đurković vid Belgrads observatorium. Asteroiden har fått sitt namn efter Zvezdara, en stadsdel i den serbiska huvudstaden Belgrad.
Asteroiden har en diameter på ungefär 20 kilometer.